# Mama I Made It
Mama I made it (gestileerd als Mama I Made It; vertaling: "Mama, ik heb het gehaald") is het eerste studioalbum van de Amsterdamse zangeres en tiktokker Roxy Dekker. Het album is uitgebracht op 7 maart 2025 via Warner Music. Het album bevat samenwerkingen met Koen, Ronnie Flex en Russo.

## Achtergrond
Dekker kondigde op 26 februari 2025 met een album te komen waarin meerdere van haar succesvolle singles op zijn te vinden. Het doel was eigenlijk om genoeg nummers te hebben om op te kunnen treden in Paradiso en Melkweg en langer haar fans te kunnen verblijden tijdens een festival, maar uiteindelijk kwam Dekker tot voldoende nummers om een heel album mee te kunnen vullen. De titel van het album is een knipoog naar een speech die Dekker gaf na het winnen van een Edison.
Het album bevat naast de succesvolle singles Gaan we weg?, Sugardaddy, Satisfyer, Industry Plant, Ga dan! en Anne-Fleur vakantie, zes nieuwe nummers. Hier zitten twee samenwerkingen bij, maar ook de ballade Jouw idee, waarmee Dekker een andere kant van zichzelf probeert te laten zien.
Na het uitbrengen van haar debuutalbum werden Casual en Jouw idee nog als singles uitgebracht. 

## Tracklijst
Credits overgenomen van Spotify.

Alle muziek en teksten zijn geschreven door Roxy Dekker, behalve waar vermeld. 
| 1.                 | Casual                         | Beer Petrie, Julian Vahle, Paul Sinha, Renske te Buck, Roxy Dekker              | Julian Vahle, Lucky      | 2:22 |
| 2.                 | Gaan we weg? (met Ronnie Flex) | Ronnell Plasschaert, Ucahzo Hoogdorp, Julian Vahle, Renske te Buck, Roxy Dekker | Julian Vahle             | 2:21 |
| 3.                 | Proost                         | Julian Vahle, Paul Sinha, Renske te Buck, Roxy Dekker                           | Julian Vahle             | 2:27 |
| 4.                 | Jouw Idee                      | Julian Vahle, Paul Sinha, Renske te Buck, Roxy Dekker                           | Julian Vahle             | 3:20 |
| 5.                 | Ga dan!                        | Paul Sinha, Julian Vahle, Renkse te Buck, Roxy Dekker                           | Julian Vahle             | 2:17 |
| 6.                 | Guilty Plessure (met Russo)    | Julian Vahle, Paul Sinha, Renske te Buck, Roxy Dekker, Rutger van Eck           | Julian Vahle             | 2:39 |
| 7.                 | Sugardaddy                     | Beer Petrie, Julian Vahle, Renske te Buck, Roxy Dekker                          | Julian Vahle             | 2:11 |
| 8.                 | 1 nacht (met Koen)             | Julian Vahle, Koen van Heest, Paul Sinha, Renske te Buck, Roxy Dekker           | Julian Vahle             | 2:13 |
| 9.                 | Industry Plant                 | Julian Vahle, Renske te Buck, Roxy Dekker                                       | Julian Vahle             | 2:20 |
| 10.                | Over Datum                     | Julian Vahle, Paul Sinha, Renske te Buck, Roxy Dekker                           | Julian Vahle             | 2:31 |
| 11.                | Satisfyer                      | Maan de Steenwinkel, Valentijn Verkerk, Julian Vahle, Kevin Bosch, Roxy Dekker  | Antoon                   | 2:01 |
| 12.                | Anne-Fleur vakantie            |                                                                                 | Elke Tiel, Stas Swaczyna | 2:54 |
| Totale duur: 29:42 |                                |                                                                                 |                          |      |